# رایاتس (نگوتین)
رایاتس (به صربی: Rajac) یک منطقهٔ مسکونی در صربستان است.